# Scorpaenopsis

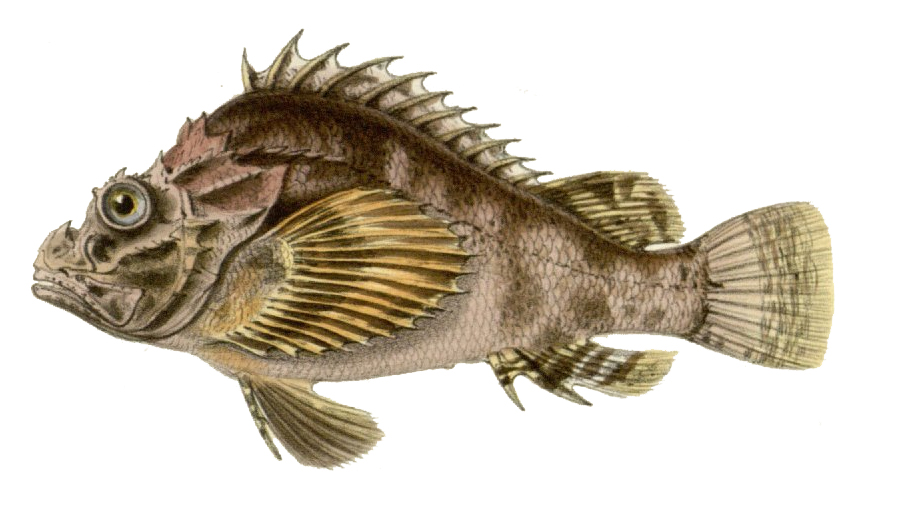
Scorpaenopsis gibbosa

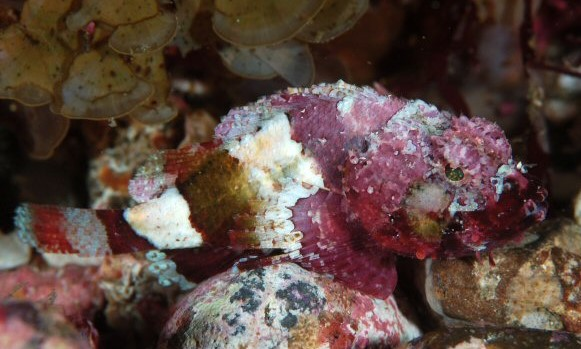
Scorpaenopsis cotticeps

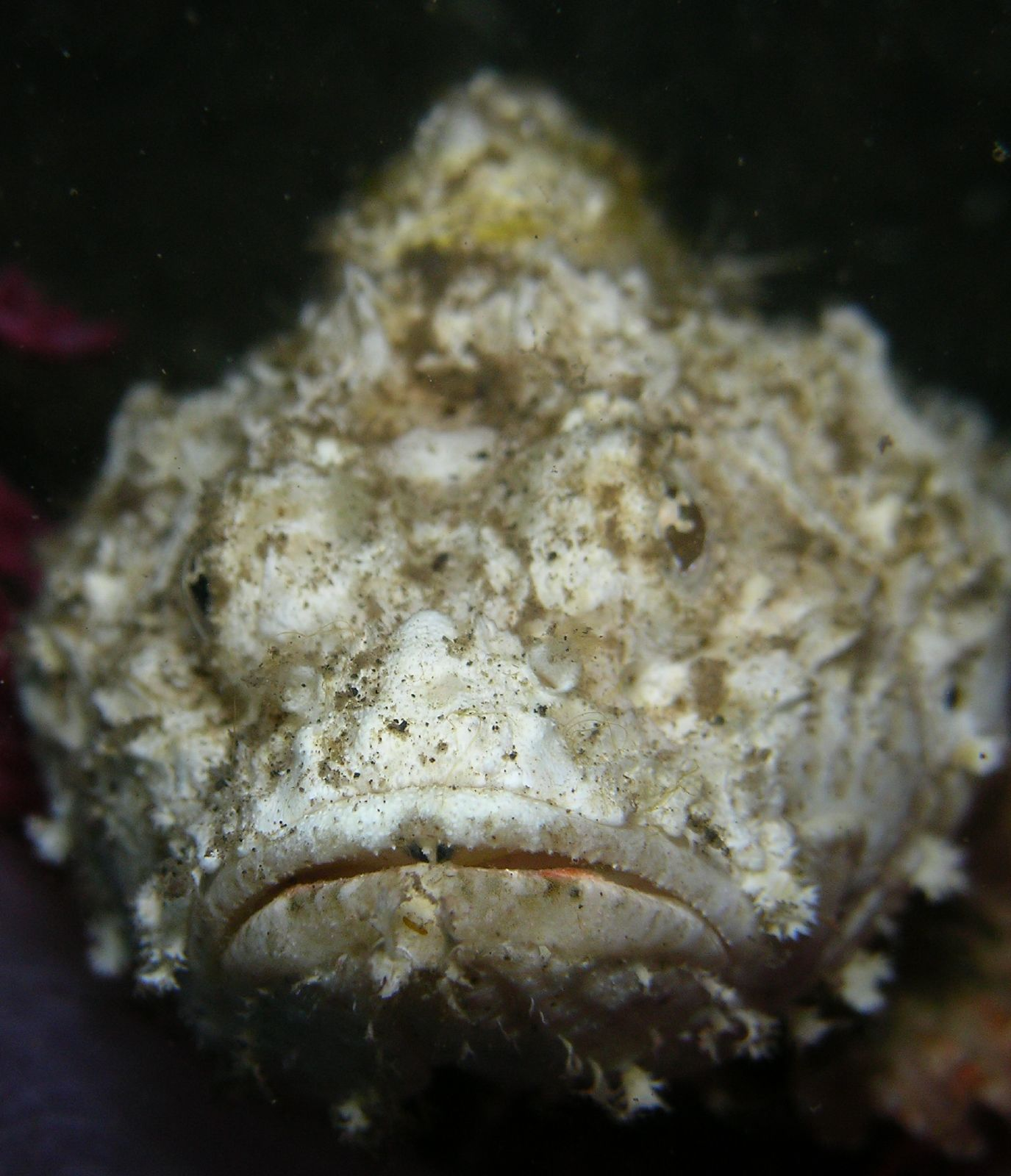
Scorpaenopsis diabolus

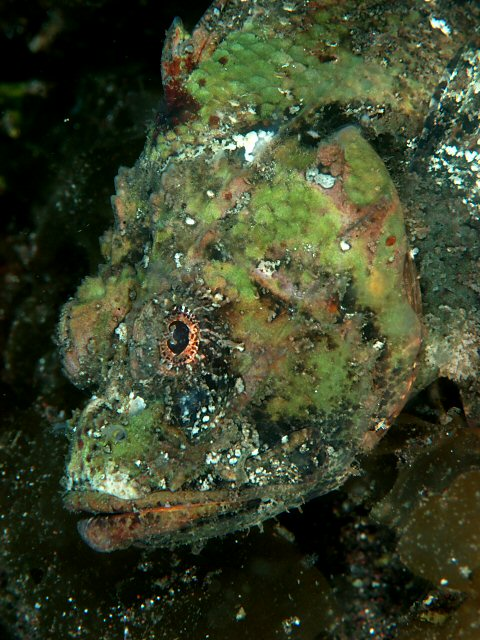
Scorpaenopsis neglecta

Scorpaenopsis és un gènere de peixos pertanyent a la família dels escorpènids.

## Taxonomia
- Scorpaenopsis altirostris (Gilbert, 1905)
- Scorpaenopsis barbata (Rüppell, 1838)
- Scorpaenopsis brevifrons (Eschmeyer & Randall, 1975)
- Scorpaenopsis cacopsis (Jenkins, 1901)
- Scorpaenopsis cirrosa (Thunberg, 1793)
- Scorpaenopsis cotticeps (Fowler, 1938)
- Scorpaenopsis diabolus (Cuvier, 1829)
- Scorpaenopsis eschmeyeri (Randall & Greenfield, 2004)
- Scorpaenopsis furneauxi (Whitley, 1959)
- Scorpaenopsis gibbosa (Bloch & Schneider, 1801)
- Scorpaenopsis gilchristi (Smith, 1957)
- Scorpaenopsis insperatus (Motomura, 2004)[4]
- Scorpaenopsis lactomaculata (Herre, 1945)
- Scorpaenopsis longispina (Randall & Eschmeyer, 2001)
- Scorpaenopsis macrochir (Ogilby, 1910)
- Scorpaenopsis neglecta (Heckel, 1837)
- Scorpaenopsis obtusa (Randall & Eschmeyer, 2001)[5]
- Scorpaenopsis orientalis (Randall & Eschmeyer, 2001)
- Scorpaenopsis oxycephala (Bleeker, 1849)
- Scorpaenopsis palmeri (Ogilby, 1910)
- Scorpaenopsis papuensis (Cuvier, 1829)
- Scorpaenopsis pluralis (Randall & Eschmeyer, 2001)
- Scorpaenopsis possi (Randall & Eschmeyer, 2001)
- Scorpaenopsis pusilla (Randall & Eschmeyer, 2001)
- Scorpaenopsis ramaraoi (Randall & Eschmeyer, 2001)[6]
- Scorpaenopsis venosa (Cuvier, 1829)
- Scorpaenopsis vittapinna (Randall & Eschmeyer, 2001)[7][8][9][10]